# 上海市公交线路列表
本列表列出上海公交系统中所有正在运营的公共交通线路，不含定制班线、省内班线、观光旅游专线。
上海公交线路按线路性质不同，分为常规线路、专线线路、机场线路，其中常规线路可进一步分为市区公共汽（电）车线路和郊区公共汽车线路两种，专线线路则分为普通大客车、双层客车、空调客车、轻型客车四种收费类型。
截至1997年，上海公共汽电车线路总数、运营长度和车辆配备数为世界城市公共交通之最。2016年，上海市公共汽（电）车客运量23.91亿人次，地面公交运营企业28家，运营线路1457条，运营路线总长度24169公里，运营车辆16693辆。根据上海市公共数据开放平台的数据，截至2020年1月2日，上海公交运营线路有1916条，如加上既有线路的区间车、大站车，有2155条。

## 市区线路

### 数字线路
在上海公交系统中，数字线路的号段通常按一定规律分配。
一位数线路及以1、2开头二位数线路是全程单一票价的平日市区公共电车线路，其中部分线路已经改行汽车。截至2024年7月1日，上海市只有7条线路为无轨电车线路，即14路、15路、19路、20路、23路、24路、71路。其余的2位数线路（除01线、04线）及以1打头的三位数线路，为全程单一票价的平日市区公共汽车线路。01线、04线曾经为临时开行的专线公交线路，但实际执行全程单一票价。
以2打头的三位数线路，为仅在上下高峰时运营的高峰线；部分线路因客流量大已转为日常运营，如220路。以3打头的三位数线路，为仅在23:00至5:00间运营的夜宵线。以4打头的三位数线路，曾经是超长高峰线路，如401路（上海机床厂—田林新村，全长近30公里），目前分配为跨黄浦江运营的线路，如455路。
以5、6、8、9打头的部分三位数线路，曾经是专线公交线路，部分线路已转为单一票价运营，和市区公共汽车线路无异，其中6打头的线路除635、642和643为跨区线，线路部分位于浦东新区范围内以外，其余线路只在浦东新区范围内行驶，9打头的三位数线路曾为使用空调车的专线公交线路的号段。以7打头的三位数线路，曾为1990年代上海市政府推行实事工程而开行的市郊区大型居民区通勤线路。
近年来，上海市及各区（县）的交通管理部门常使用1、7、8、9打头的三位数线路名称，分配给转型为常规公交线路的专线或改为单一票制的郊区公共汽车常规线路，例如松莘线C线被更名为125路、中卫线更名776路、徐梅线更名865路等。

### 隧道线路
隧道线路，特指开通较早的走行打浦路隧道和延安东路隧道穿越黄浦江的线路，分为隧道一至九线及隧道夜宵线、隧道夜宵一线。其中，隧道四线、隧道五线、隧道七线已撤销，隧道三线、隧道九线已改为其他名称，隧道八线因故不再经由延安东路隧道。

### 大桥线路
大桥线路，特指开通较早的走行南浦大桥和杨浦大桥穿越黄浦江的线路，分为大桥一至六线及大桥六线（区间）。其中，大桥二线已撤销，大桥六线已更名，大桥六线（区间）已更名并转为正线。

### 滨江线路
为配合黄浦江两岸45公里岸线贯通，2017年起，数条沿黄浦江两岸的公交线路陆续开通，名称冠以“浦西滨江”“浦东滨江”字样。

## 郊区线路

### 文字常规线路
上海公交系统中，存在仅以文字命名的线路，其中以“线”结尾者，通常属于上海公交系统内的郊区公共汽车常规线路，所有以“专线”结尾及少数仅以“线”字结尾者，属于上海公交系统内的专线线路。但近年来，许多文字常规线路被改为数字线路或区域线路。

### 区域线路
上海公交系统中，大量存在仅运营于特定县级行政区划内的公交线路，通称区域线路。此类线路大部分以县、乡区域名称加数字的格式命名，属于郊区公共汽车常规线路。除少数以“村村通”线路名义开行的市区线路由上海市交通委员会管理，其他线路均由各区交通管理部门管理。

### 社区穿梭巴士线路
四位数的社区穿梭巴士线路（除12打头的四位数线路外）通常不跨区运营，也属于郊区公共汽车线路范畴。以1打头的四位数线路编号分配给社区穿梭巴士线路，此类线路通常为单一票制，单次实际收费人民币1元。社区穿梭巴士线路编号分配具有一定规律。其中12开头的编号分配予市中心八个区。

### 虹桥枢纽线路
虹桥枢纽线路，即冠以“虹桥枢纽”字样的公交线路，是上海市交通委员会管理的郊区常规线路。初始规划中共有7条枢纽线路，但初期只开通了5条，2路、3路缺编。

### 机场线路
机场线路，即名称冠以“机场”字头，为虹桥机场、浦东机场专门开设的专线线路。区别于专门为机场开行的一般专线线路，机场线路可以实施更高的车票费率。

### 花博专线和定制巴士
第十届中国花卉博览会期间，上海市开设了7条花博专线和10条花博定制巴士直达花博园北P1停车场。